# Mother's Day on Walton's Mountain
Mother's Day on Walton Mountain es la tercera película de The Waltons, estrenada en 1982. Fue protagonizada por Ralph Waite, Michael Learned, Jon Walmsley y Judy Norton. Esta es la primera película de la serie en la que aparece Michael Learned, tras ser reemplazada por Patricia Neal en The Homecoming y no aparecer en A Wedding on Walton's Mountain.

## Sinopsis
Mary Ellen (Judy Norton) se casa con Jonesy (Richard Gilliland), pero no tienen un buen comienzo. En su luna de miel, ella sufre un accidente que la deja incapaz de tener hijos. Se cierra de todo el mundo, incluso a Jonesy. Decide ir a la única persona que la podría entender por lo que está pasando, su madre Olivia (Michael Learned), que está en Arizona recuperándose de su enfermedad. 

## Reparto
- Ralph Waite - John Walton Sr.
- Michael Learned - Olivia Walton
- Jon Walmsley - Jason Walton
- Judy Norton Taylor - Mary Ellen Walton
- Richard Gilliland - Jonesy
- Mary Elizabeth McDonough - Erin Walton
- Eric Scott - Ben Walton
- David W. Harper - Jim-Bob Walton
- Kami Cotler - Elizabeth Walton
- Joe Conley - Ike Godsey
- Ronnie Claire Edwards - Corabeth Walton Godsey
- Morgan Stevens - Paul Northridge
- Joanna Kerns - Doris Marshall
- Kip Niven - Reverendo Tom Marshall
- Leslie Winston - Cindy Walton
- DeAnna Robbins - Aimee Godsey
- Angel Rhoades - Virginia Walton
- David Friedman - John-Curtis Willard
- John Considine - Dr. Coleman